# Факультет економіки і підприємницької діяльності ТНТУ імені Івана Пулюя
Факультет економіки і підприємницької діяльності Тернопільського національного технічного університету імені Івана Пулюя імені Івана Пулюя — колишній структурний підрозділ Тернопільського національного технічного університету імені Івана Пулюя у 2008—2016 роках. У 2016 році в повному складі увійшов до новоствореного факультету економіки та менеджменту (ФЕМ).

## Склад факультету

### Кафедри
- Кафедра промислового маркетингу;
- Кафедра економічної кібернетики;
- Кафедра фінансів, обліку і контролю;
- Кафедра економічної теорії.

Три кафедри факультету є випусковими та проводять підготовку фахівців за напрямами «Маркетинг», «Економічна кібернетика», «Облік і аудит», «Фінанси і кредит» та забезпечують здобуття освітньо-кваліфікаційних рівнів:
- за напрямом «Маркетинг» — «бакалавр», «спеціаліст», «магістр»;
- за напрямом «Економічна кібернетика» — «бакалавр», «спеціаліст»;
- за напрямом «Облік і аудит» — «бакалавр», «спеціаліст», «магістр»;
- за напрямом «Фінанси і кредит» — «бакалавр», «спеціаліст», «магістр».

Професорсько-викладацький склад факультету економіки і підприємницької діяльності налічував 47 осіб. З них: 3 — доктори наук, професори; 3 — кандидати наук, професори; 25 — кандидати наук, доценти; 9 — старші викладачі; 7 — асистенти.
Наукові напрями:
- Науковий напрям кафедри промислового маркетингу: концептуальні засади створення маркетингових механізмів протидії кризовим явищам у діяльності промислових підприємств.
- Наукові напрями кафедри фінансів, обліку і контролю: облік і контроль управління ефективністю виробництва, облік і аудит виробничих витрат, облік власного капіталу й аналіз його впливу на інвестиційну привабливість акціонерних товариств, облік і аналіз операцій з давальницькою сировиною, проблеми процесу інвестування, управління фінансовими ресурсами регіону, проблеми розвитку фінансово-кредитних відносин в Україні.
- Наукові напрями кафедри економічної кібернетики: логістичне моделювання, математичне моделювання економічних та техніко-економічних процесів, моделювання фінансових структур в умовах глобалізації, основні напрямки трансформації монетарної політики національного та міжнародного рівня, моделювання фінансової стійкості, збутової діяльності, внутрішньовиробничих зв'язків підприємств, інвестиційної та інноваційної діяльності, евристичні методи моделювання міри вартості, макроекономічні вимірювання, прикладне використання теорії нечітких множин.

Фахівців вищої кваліфікації готують в аспірантурі та докторантурі за такими спеціальностями:
- «Економічна теорія та історія економічних вчень»;
- «Економіка підприємств» (за галузями);

### Напрям підготовки «Маркетинг»
Сфера діяльності випускника за кваліфікаціями «бакалавр з маркетингу», «спеціаліст з маркетингу», «магістр з маркетингу» пов'язана з такими галузями народного господарства як харчова промисловість, машинобудування, важка промисловість, легка промисловість, сільське господарство, сфера послуг, освіта, наука і наукове обслуговування.
Початкові посади бакалаврів: технік з планування, технік зі стандартизації, брокер (посередник) з цінних паперів, маклер біржовий, торговець комерційний, торговець промисловий, торговець роз'їзний, торговець технічний, товарознавець, торговельний брокер (маклер), агент рекламний, торговець (обслуговування бізнесу та реклами), помічник керівника підприємства, установи, організації, організатор діловодства (державні установи), організатор діловодства (види економічної діяльності).
На напрямі базується спеціальність «Маркетинг».

### Напрям підготовки «Економічна кібернетика»
Сфера діяльності випускника пов'язана з інформатикою та комп'ютерною технікою, комп'ютерними мережевими системами, алгоритмізацією та програмуванням, інформаційними системами та технологіями, моделюванням економіки, прогнозуванням соціально-економічних процесів, електронною комерцією, економікою інформаційного бізнесу, моделюванням лізингової та банківської діяльності.
Початкові посади бакалаврів — технік з підготовки виробництва. технік-програміст, технік з планування, фахівець з фінансово-економічної безпеки. адміністративний помічник, референт, помічник керівника підприємства (установи, організації), помічник керівника малого підприємства, організатор діловодства, організатор діловодства (державні установи), організатор діловодства (види економічної діяльності).
На напрямі базується спеціальність: «Економічна кібернетика».

### Напрям підготовки «Облік і аудит»
Сфера діяльності випускника за кваліфікаціями «бакалавр з обліку та аудиту», «спеціаліст з обліку і аудиту», «магістр з обліку й аудиту» пов'язана з усіма галузями народного господарства.
Після завершення навчання випускники працюють бухгалтерами-економістами в будь-яких галузях промисловості, торгівлі, фінансовій системі та сільському господарстві, аудиторами (фірми, контрольно-ревізійні управління, податкові адміністрації та податкова поліція, відділи по боротьбі з економічною злочинністю), бухгалтерами-аналітиками (обґрунтування господарчих рішень, прогнозування та планування господарчої діяльності у промисловості, бізнесі, будівництві та на транспорті).
На напрямі базується спеціальність «Облік і аудит».

### Напрям підготовки «Фінанси і кредит»
Сфера діяльності випускника за кваліфікаціями «бакалавр з фінансів і кредиту», «спеціаліст з фінансів», «магістр з фінансового менеджменту» пов'язана з такими сферами як фінанси підприємств, загальнодержавні фінанси, гроші та кредит, банківська справа, оподаткування, страхування, управління фінансами, контроль та ревізія, фінансовий менеджмент.
Після завершення навчання випускники працюють фінансистами, фінансовими менеджерами, фінансовими аналітиками, фінансовими директорами, банкірами, спеціалістами з оподаткування й страхування, фондовими брокерами.
На напрямі базується спеціальність «Фінанси».